# Heart Attack
Heart Attack ist das zehnte Studioalbum der schweizerischen Hard-Rock-Band Krokus. Es enthält die Singleauskopplungen „Everybody Rocks“, „Let It Go“ und „Wild Love“.

## Hintergrund
Nach dem enttäuschenden Vorgänger Change of Address und dem Livealbum Alive and Screamin’ kam erneut Bewegung ins Personalkarussell der Band: Bassist Tommy Keiser und Schlagzeuger Jeff Klaven räumten ihre Posten und wurden durch das Gründungsmitglied Chris von Rohr sowie den schweizerischen Schlagzeuger Dani Crivelli ersetzt. Darüber hinaus sah es die Band nach den negativen Erfahrungen zur Entstehung des Vorgängers als notwendig an, die Plattenfirma zu wechseln. Diese Schritte sollten zu einer musikalischen Kurskorrektur führen und so wurde das in den Pink Tonstudios in Zuchwil entstandene Album Heart Attack – das von den Mitgliedern heute als letzter Versuch, die Band während einer tiefen Krise zusammenzuhalten, angesehen wird – ein zwar noch immer dezent mit Glam Metal versehenes, aber doch geradlinigeres, mehr nach Krokus klingendes Hard-Rock-Album. Von den Singles „Wild Love“, „Everybody Rocks“ und dem zusätzlich durch ein Video promoteten „Let It Go“ sowie dem Liveklassiker „Rock ’n’ Roll Tonight“ unterstützt, erreichte das Werk, das auf dem Cover einen gänzlich veränderten Krokus-Schriftzug aufweist, Platz 87 in den amerikanischen Billboard Charts und mit Platz 5 den bis dato größten Charterfolg in der Schweiz. Krokus schienen wieder in die Spur gekommen zu sein. Im Anschluss an die Albumveröffentlichung absolvierte man eine Co-Headliner Tour mit Ted Nugent durch Europa sowie eine weitere Nordamerikatour, ebenfalls als Headliner. Doch nach dem letzten Konzert in New Orleans kam es zum nächsten negativen Personal-Paukenschlag: Die langjährigen und die Band entscheidend mitprägenden Mitglieder Marc Storace und Fernando von Arb erklärten ihren Ausstieg aufgrund von Übermüdungserscheinungen und Managementproblemen. Das Resultat war eine vorübergehende Auflösung von Krokus. Nachfolgend unternahm Chris von Rohr zusammen mit Sänger Peter Tanner, dem Leadgitarristen Many Maurer, dem Rhythmusgitarristen Tony Castell und Peter Haas am Schlagzeug unter dem Namen Grand Slam eine Tour durch Deutschland, Österreich und Ungarn, die man zum Teil als Vorband von Bonfire bestritt. Das Ende von Krokus schien zu diesem Zeitpunkt nah, doch ironischerweise reanimierte Fernando von Arb mit ebendiesen Musikern, die zusammen mit Chris von Rohr als Grand Slam unterwegs waren, nur ein Jahr später Krokus und in dieser Besetzung, in der von Arb bemerkenswerterweise nicht die Leadgitarre, sondern den Bass bediente, entstand schließlich der Nachfolger Stampede.

## Titelliste
1. Everybody Rocks (3:48) (Marc Storace/Fernando von Arb/Mark Kohler/Chris von Rohr/Dani Crivelli)
2. Wild Love (3:58) (Storace/von Arb/Kohler/von Rohr/Crivelli)
3. Let It Go (4:29) (Storace/von Arb/Kohler/von Rohr/Crivelli)
4. Winning Man (5:17) (von Arb/von Rohr)
5. Axx Attack (4:26) (Storace/von Arb/Kohler/von Rohr/Crivelli)
6. Rock ’n’ Roll Tonight (3:56) (Storace/von Arb/Kohler/von Rohr/Crivelli)
7. Flyin’ High (4:11) (Storace/von Arb/Kohler/von Rohr/Crivelli/Jürg Naegeli)
8. Shoot Down the Night (4:34) (Storace/von Arb/Kohler/von Rohr/Crivelli)
9. Bad, Bad Girl (5:50) (Storace/von Arb/Kohler/von Rohr/Crivelli)
10. Speed Up (6:26) (Storace/von Arb/Kohler/von Rohr/Crivelli)

### Wissenswertes
- „Winning Man“ ist eine Neuaufnahme des Songs, der ursprünglich 1981 auf dem Album Hardware veröffentlicht wurde.
- Die 12"-Single von „Wild Love“ enthält mit „Bourbon Street“ den einzigen im Studio aufgenommenen Song der Bandgeschichte, der nur als B-Seite veröffentlicht wurde.

## Besetzung
Gesang: Marc Storace
Leadgitarre: Fernando von Arb
Rhythmusgitarre: Mark Kohler
Bass: Chris von Rohr
Schlagzeug: Dani Crivelli